# Jiří Kovanda
Jiří Kovanda (* 1. května 1953, Praha) je český performer, výtvarný umělec a pedagog.

## Život

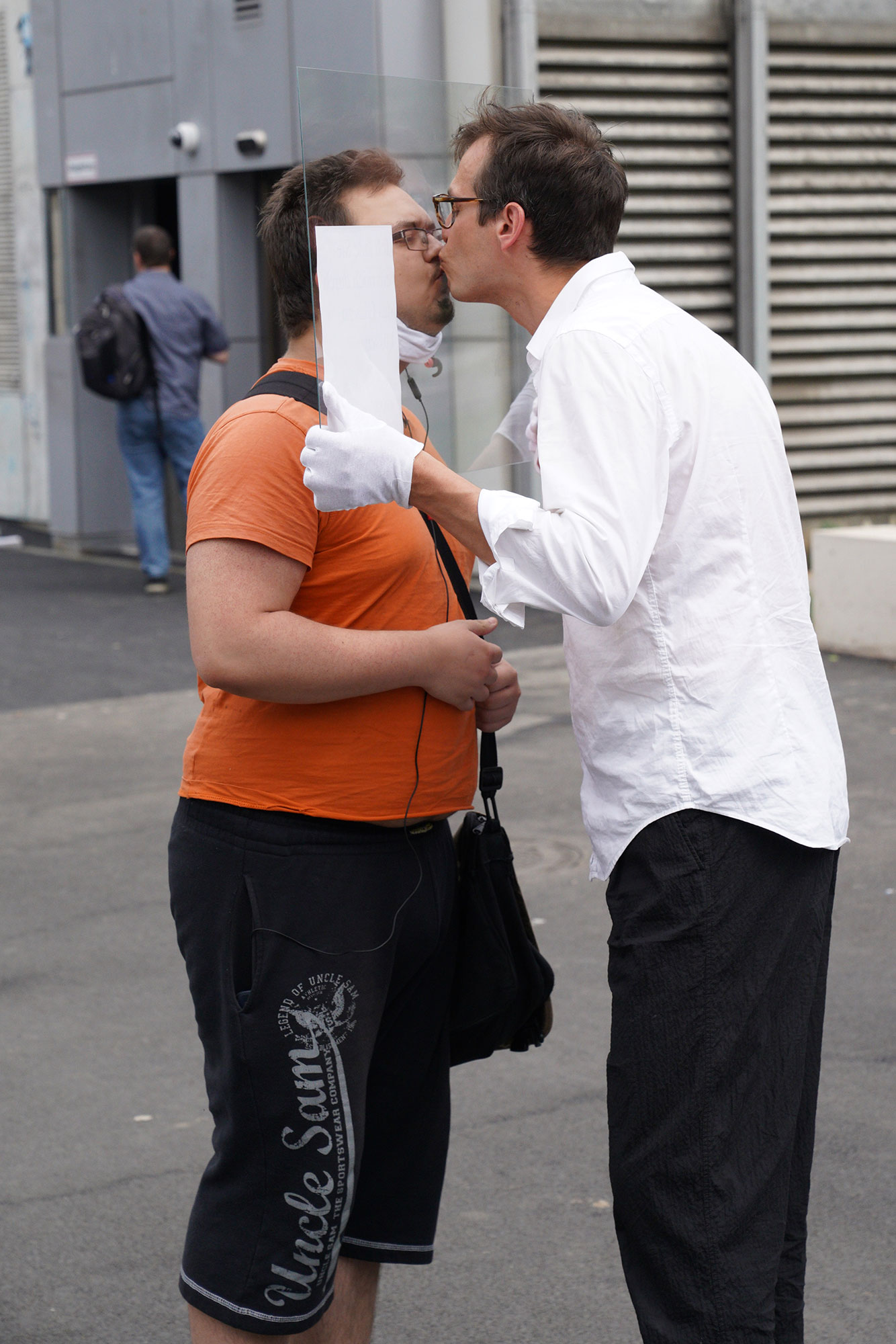
Re-performance akce Jiřího Kovandy Líbání přes sklo, Festival of Minimal Actions, Kunsthalle Wien (2020)

Jiří Kovanda, Slimák, 1989 / 2020, rohlík, špendlíky, rozměry variabilní

Jiří Kovanda vyrůstal v pražských Strašnicích. Na gymnázium nebyl přijat pro špatné výsledky v matematice a proto se vyučil zedníkem na učňovském oboru s maturitou v Praze-Malešicích. Po vyučení pracoval do roku 1977 jako zeměměřič na stavbě metra. Poté získal zaměstnání v depozitáři Národní galerie v Praze. Během 1. poloviny 70. let vytvářel minimalistické kresby a od 2. poloviny 70. let se věnoval uměleckým performancím. Přelomovým mu v tomto směru bylo navazání styků s polským uměleckým prostředím v polovině 70. let (KwieKulik studio, Andrzej Partum), díky kterému se zpětně seznámil s tehdejšími představiteli českého akčního umění v Praze (Karel Miler, Jan Mlčoch, Petr Štembera). Ve svých performancích stavěl na všednodennosti a nenápadných vstupech do veřejného prostoru. V 80. letech se zaměřil především na malbu a materiálovou asambláž. K uspořádání vlastních výstav se Kovanda dostal až v 2. polovině 80. let v režimem méně sledovaných výstavních prostorách. Oficiální kulturou v Československu před rokem 1989 zůstávala jeho tvorba téměř nereflektovaná. Zejména jeho performancím se ale dostávalo pozornosti v zahraničních uměleckých časopisech a na tematicky zaměřených kolektivních výstavách. V Národní galerii pracoval do roku 1995. Ve stejném roce nastoupil na pozici asistenta v ateliéru Vladimíra Skrepla na Akademii výtvarných umění v Praze. Od roku 2008 vede Ateliér performance na Fakultě umění a designu UJEP v Ústí nad Labem. Více než performanci se v současnosti věnuje vytváření objektových situací z běžně dostupných předmětů. V roce 2006 za svůj umělecký přínos získal Cenu Michala Ranného a o rok později ho mladí umělci a teoretici vyhlásili prvním nositelem ocenění Umělec má cenu. Příležitostně dělá kurátora a věnuje se grafickému designu. Například již v 80. letech jako grafik spolupracoval s taneční skupinou Uno a vytvořil obal gramofonové desky k filmu Bony a klid. Žije v Praze.
Jiří Kovanda platí za jednoho z nejúspěšnějších českých autorů na zahraniční umělecké scéně a na mezinárodním trhu s uměním.[zdroj?] Zúčastnil se velké řady kolektivních výstav a přehlídek. V roce 2007 byl pozván do německého Kasselu na mezinárodní přehlídku současného umění Documenta 12 a rovněž do londýnské Tate Modern, kde uskutečnil performanci Líbání přes sklo. Svými pracemi je zastoupen v mnoha českých veřejných i soukromých sbírkách, ze zahraničních lze jmenovat sbírky Centre Georges Pompidou v Paříži, Muzea moderního umění ve Vídni, Centra Galego de Arte Contemporánea v Santiagu de Compostela, Tate Modern v Londýně nebo Sbírku Erste Bank.

## Samostatné výstavy (výběr)
- 2021 O deset minut dřív. Fait Gallery, Brno[11]
- 2020 Co k čemu? Kde s kým? Galéria Schemnitz, Banská Štiavnica
- 2018 All the Birds of North America. Time Park, Denver, Colorado
- 2014 Ještě jsem tu nebyl. Dům umění města Brna
- 2014 Jiří Kovanda proti zbytku světa. Dům fotografie, Galerie hlavního města Prahy
- 2013 Osm soch a jedna žena. Svit, Praha
- 2013 Jeszcze tu nie byłem / I Havent't Been Here Yet. Muzeum Współczesne Wrocław - MWW, Vratislav
- 2012 Dos anillos dorados / Two Golden Rings. Museo Nacional Centro de Arte Reina Sofía, Madrid
- 2011 35 let 7000 km. Svit, Praha (s Lumírem Hladíkem)
- 2011 Katalog. Galerie výtvarného umění, Cheb
- 2010 White Blanket. Wiener Secession, Vídeň
- 2007 Jiří Kovanda. Pražákův palác, Moravská galerie v Brně
- 2007 Jiří Kovanda. Galerie Krobath, Vídeň
- 2005 Z třetí strany. Galerie současného umění a architektury - Dům umění, České Budějovice
- 2004 Nejsem proti. Dům pánů z Kunštátu, Dům umění města Brna
- 2002 Open Gallery, Bratislava (s Denisou Lehockou)
- 1999 Kresby 1970-1999. Galerie Na bidýlku, Brno
- 1997 Nina při práci. Malá Špálovka, Galerie Václava Špály, Praha
- 1995 Jiří Kovanda. Galerie MXM, Praha
- 1993 Jiří Kovanda. Galerie MXM, Praha
- 1992 Jiří Kovanda. Galerie Na bidýlku, Brno
- 1991 Jiří Kovanda: Objektbilder. Neue Galerie Graz, Štýrský Hradec
- 1991 Jiří Kovanda. Galerie mladých, Brno
- 1990 Jiri Kovanda: Malerei, Objektbilder. Galerie La coupole, Neu-Isenburg
- 1990 Jiří Kovanda. Galerie Na bidýlku, Brno
- 1989 Obrazy, kresby, koláže. Galerie Opatov, Praha
- 1989 Jiří Kovanda. Galerie Na bidýlku, Brno
- 1988 Jiří Kovanda. Výstavní síň Luna, Louny
- 1988 Jiří Kovanda, Martin John, Vladimír Skrepl. Malá výstavní síň, Liberec
- 1987 Obrazy a kresby. Kulturní středisko Blatiny, Praha
- 1987 Martin John, Jiří Kovanda, Vladimír Skrepl. Galerie Opatov, Praha
- 1985 Václav Stratil, Jiří Kovanda. Vysokoškolský klub Vysoké školy ekonomické, Praha
- 1984 Kresby a osm dřevěných plastik. Futurum, Praha
- 1976 Galerie Mospan. Varšava